# Supporter 4
Supporter 4 ist eine Unterlage für die Sorten des Kulturapfels (Malus domestica).
In Dresden-Pillnitz hatte sich Otto Schindler seit 1911 mit der Züchtung neuer Unterlagen auf Basis der M9-Unterlagen beschäftigt. Diese Forschungen wurden in den 1950er Jahren wieder aufgenommen mit dem Ziel, schwach wachsende, krankheitsresistente, gut vermehrbare und standfeste Unterlagen zu finden. Ab 1965 war Manfred Fischer damit beschäftigt, die vorhandenen Zuchtergebnisse auszuwerten. Das Ergebnis waren die Supporter-Sorten 1 bis 4. Supporter 4 war anfänglich bekannt unter dem Namen Pi 80 und entstand aus einer Kreuzung von M9 mit M4. Die Sorte zeigt überdurchschnittliche Wuchsstärke wie auch M26, wobei sie eine bessere Verträglichkeit mit Edelreisern zeigt. Wie alle Sorten der M-Linie und deren Nachkommen ist sie hochanfällig für Feuerbrand. Die Ausbeute bei der Vermehrung in Baumschulen ist hoch.
Sie ist wenig anfällig für Kragenfäule (Phytophthora cactorum) und hat wenige Wurzelaustriebe. Als Unterlage eignet sie sich für Apfelsorten mit geringem Wachstum auf nährstoffarmen Böden im extensiven Anbau. Als Baum wird er ungefähr drei Meter hoch und benötigt wegen der geringen Standfestigkeit einen Pfahl. Er ist weniger frostempfindlich als M9.